# Distrikt Carhuacallanga
Der Distrikt Carhuacallanga liegt in der Provinz Huancayo in der Region Junín in Zentral-Peru. Der Distrikt wurde am 16. Januar 1941 gegründet. Er besitzt eine Fläche von 13,1 km². Beim Zensus 2017 wurden 527 Einwohner gezählt. Im Jahr 1993 lag die Einwohnerzahl bei 337, im Jahr 2007 bei 840. Sitz der Distriktverwaltung ist die 3770 m hoch gelegene Ortschaft Carhuacallanga mit 527 Einwohnern (Stand 2017). Carhuacallanga befindet sich 32 km südlich der Provinz- und Regionshauptstadt Huancayo.

## Geographische Lage
Der Distrikt Carhuacallanga befindet sich im Andenhochland im Süden der Provinz Huancayo. Der Distrikt wird im Norden und im Nordosten vom Río Canipaco, ein linker Nebenfluss des Río Vilca, begrenzt.
Der Distrikt Carhuacallanga grenzt im Westen an den Distrikt Chacapampa, im Norden und im Nordosten an den Distrikt Colca sowie im Süden an den Distrikt Huayllahuara (Provinz Huancavelica).